# Crossarchus obscurus
Crossarchus obscurus hay cầy mõm dài là một loài động vật có vú trong họ Cầy mangut, bộ Ăn thịt. Loài này được Georges Cuvier mô tả đầu tiên năm 1825. Đây là loài thú nhỏ, con trưởng thành dài khoảng 20 đến 30 cm (13 in), cân nặng khoảng 1 kg (2,2 lb).

## Mô tả
- Đặc điểm dễ nhận biết của loài Crossarchus obscurus là giống con cầy, nhưng mõm dài ra ngoài môi dưới, mà chân ngắn với các móng vuốt dài, mắt hình bầu dục thon dài, màu tối (nâu xẫm hay đen), tai tròn. Móng vuốt chân trước dài hơn hẳn móng vuốt chân sau, nhưng cả bốn bàn chân đều có đệm da dày.[4]
- Bộ lông của cầy mõm dài khá dày, màu sắc không giống nhau hoàn toàn giữa các cá thể, nhưng có xu hướng pha trộn giữa các màu nâu, xám vàng. Con cái và con đực đều có một đôi tuyến ở hậu môn, tiết xạ hương.[4]
- Cầy mõm dài là loài động vật có tính xã hội rõ rệt, thường sinh sống thành bày đàn gồm khoảng từ 10 đến 20 cá thể, thường là một gia đình, có thứ bậc nghiêm ngặt.[5] Giao tiếp giữa các cá thể trong quần thể, hoặc giữa các quần thể cùng loài cận kề bằng tiếng kêu với các âm vực, tiết tấu khác nhau, tuỳ tình huống cần liên lạc.

## Sinh sản
Cá thể đạt đến thời kì trưởng thành sinh dục trong chín tháng kể từ khi sinh ra. Con cái có chu kì động dục nhiều lần trong một năm. Nếu không mang thai, thì một con cái có thể động dục tới chín lần trong 13 tháng.
Con non được sinh ra sau một thời gian mẹ mang thai khoảng tám tuần. Mỗi lần sinh, con mẹ có thể sinh từ 2 đến năm con, nhưng thường là bốn con mỗi lứa. Con cái có thể sinh 2 đến 3 lứa mỗi năm.
Con sơ sinh dài khoảng 10 cm (khoảng 4 in) với đuôi dài khoảng 3 cm (khoảng hơn 1 in), chân trước lớn chân sau, mắt nhắm nghiền, có lông mịn bao phủ cơ thể. Sau 12 ngày thì mở mắt hẳn, bú sữa mẹ trong khoảng ba tuần.

## Hình ảnh

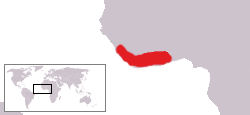
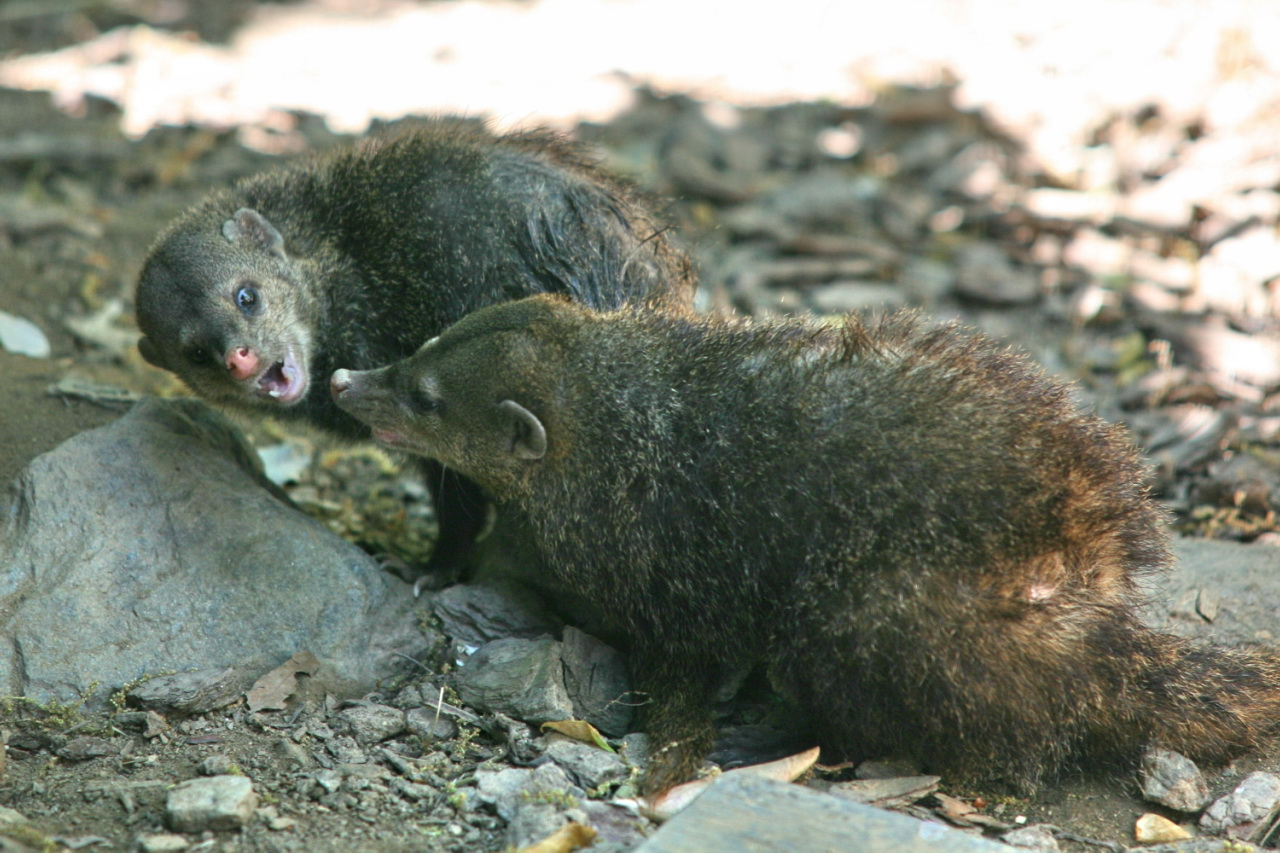
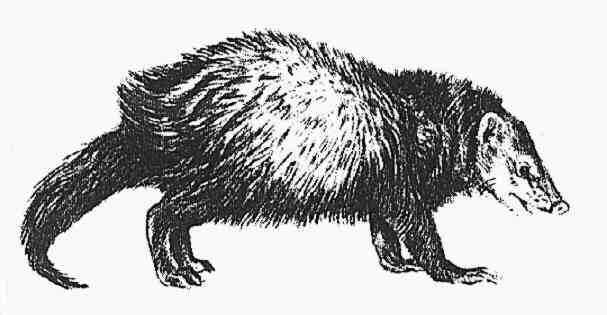